# Anna Rydenberg
Anna Rydenberg, född Åsberg den 5 april 1983, är en svensk beachvolleyspelare. I par med Sara Malmström vann hon beachvolleyboll-SM 2021. Tidigare har hon spelat med Sigrid Salomonsson och Sofia Ögren.